# Mszar nad jeziorem Piaski
Rezerwat przyrody „Mszar nad jeziorem Piaski” – florystyczny rezerwat przyrody, o powierzchni 4,06 ha, utworzony 10 listopada 1976, w województwie zachodniopomorskim, w powiecie łobeskim, w gminie Resko, 2,3 km na północny wschód od Radowa Wielkiego, na północ od ujścia Piaskowej do jeziora Piaski.
Celem ochrony jest utrzymanie procesu torfotwórczego z siedliskami typowymi dla torfowiska przejściowego w bliskim sąsiedztwie ramienicowego jeziora Piaski, z rzadkimi i ginącymi roślinami jak: żurawina drobnolistkowa (Oxycoccus microcarpus), rosiczka okrągłolistna (Drosera rotundifolia), przygiełka biała (Rhynchospora alba), modrzewnica błotna (Andromeda polifolia), turzyca obła (Carex diandra), turzyca bagienna (Carex limosa), nerecznica grzebieniasta (Dryopteris crista), bagnica torfowa (Scheuchzeria palustris), pływacz drobny (Utricularia minor), oraz zwierzętami: trzcinniczek (Acrocephalus scirpaceus), pierwiosnek (Phylloscopus collybita), sikorki, jaszczurka żyworodna (Lacerta vivipara), żaba wodna (Rana esculenta), żaba moczarowa (Rana temporaria), ropucha szara (Bufo bufo).
Według obowiązującego planu ochrony ustanowionego w 2008 roku, obszar rezerwatu objęty jest ochroną czynną.